# Мудукудумі Парувалудхі
Мудукудумі Парувалудхі (там. முதுகுடுமிப் பெருவழுதி; 1-а пол. II ст. дон. е.) — правитель держави Пандья. Відомий також відомий як Пальякалай (за здійснення численних жертвоприношень). Про нього згадано в тамільській поемі «Мадурайкканці».

## Життєпис
Син або інший родич Недунджчеліяна II. Згідно пісень періоду Санграм був великим воїном, що здійснив численні походи та сплюндрував ворожі землі. В тамільськійпоемі «Пуранануру» йдеться, що він був могутнім воїном, який вигнав багатьох правителів, був найкращим із поетів і найбільшим із володарів. На мідних написах в Чиннаманурі значиться «Світ був знищений у потопі. Лише один Пандіян вижив», вважається, що мова йдепро цього володаря (хоча зберігається дискусія).
Сприяв поширенню брахманізма на своїх землях. Задопомогою брахманів виконувавобряди яга в спеціальних будовах яга-шала за зразком традиційз північної Індії. Йому спадкував Недунджчеліян III.